# 戴安娜·彭蒂
戴安娜·彭蒂（英語：Diana Penty，1985年11月2日—）是印度模特兒和女演員。她在2012年首次和影星賽伊夫·阿里·罕及荻皮卡·帕都恭一起拍攝的寶萊塢電影《Cocktail》大受好評。

## 外部連結
- 戴安娜·彭蒂在互联网电影资料库（IMDb）上的資料（英文）